# Суперкубок Гібралтару з футболу 2008
Суперкубок Гібралтару з футболу 2008 — 9-й розіграш турніру. Матч відбувся 24 січня 2009 року між чемпіоном і володарем кубка Гібралтару клубом Лінкольн Ред Імпс та віце-чемпіоном Гібралтару клубом Гібралтар Юнайтед.
| Володар Суперкубка Гібралтару 2008 |
| ---------------------------------- |
|                                    |
| Лінкольн Ред Імпс П'ятий титул     |

## Матч

### Деталі
| 24 січня 2009 |

| Лінкольн Ред Імпс | 3:1 | Гібралтар Юнайтед |
| ----------------- | --- | ----------------- |
|                   |     |                   |

| Вікторія, Гібралтар |